# Amasa
Amasa – postać biblijna ze Starego Testamentu.
Kuzyn króla Dawida wybrany przez Absaloma do dowodzenia jego buntowniczą armią. Po porażce Absaloma Dawid darował mu i uczynił go dowódcą swych własnych wojsk w miejsce Joaba. Mszcząc się, Joab zabił Amasę.